# 正慶
正慶（、しょうけい）は、日本の元号の一つ。持明院統（後の北朝）方で使用された。元徳の後、元弘の前。正慶元年/元弘2年（1332年）の4月28日（西暦5月23日）から正慶2年/元弘3年（1333年）の5月25日（西暦7月7日）までの期間を指す。この時代の天皇は光厳天皇であるが、先帝の後醍醐天皇は皇位継承を否定していた。鎌倉幕府将軍は守邦親王、執権は北条守時。

## 改元
元徳3年8月9日（ユリウス暦1331年9月1日）、後醍醐天皇は「元徳」から「元弘」へと改元した。しかし、後醍醐天皇が倒幕を企てると、鎌倉幕府は改元を認めず「元徳」を使い続けるとともに、9月20日（10月22日）には皇太子の即位を要請して、光厳天皇が即位した。翌年、後醍醐天皇は隠岐に流され、元弘2年4月28日（1332年5月23日）、光厳天皇は正慶に代始改元した。出典は『易経』益卦の注「以 二 中正有慶之徳 一 、有 レ 攸 レ 往也、何適而不 レ 利哉」。勘申者は菅原公時、菅原長員。
しかし、正慶2年/元弘3年（1333年）、後醍醐天皇が還幸して鎌倉幕府は滅亡した。5月25日（7月7日）に光厳天皇は退位し、正慶の元号は廃された。その翌年の元弘4年1月29日（1334年3月5日）には建武へと改元された。後醍醐天皇はこのとき、光厳天皇の即位と「正慶」の元号の無効を宣言した。

## 西暦との対照表
※は小の月を示す。
| 正慶元年（壬申） | 一月      | 二月※ | 三月    | 四月※ | 五月  | 六月 | 七月※ | 八月 | 九月※ | 十月  | 十一月 | 十二月※ |          |
| 元弘二年         | 一月      | 二月※ | 三月    | 四月※ | 五月  | 六月 | 七月※ | 八月 | 九月※ | 十月  | 十一月 | 十二月※ |          |
| ---------------- | --------- | ----- | ------- | ----- | ----- | ---- | ----- | ---- | ----- | ----- | ------ | ------- | -------- |
| ユリウス暦       | 1332/1/28 | 2/27  | 3/27    | 4/26  | 5/25  | 6/24 | 7/24  | 8/22 | 9/21  | 10/20 | 11/19  | 12/19   |          |
| 正慶二年（癸酉） | 一月※     | 二月  | 閏二月※ | 三月  | 四月※ | 五月 | 六月※ | 七月 | 八月  | 九月※ | 十月   | 十一月  | 十二月※  |
| 元弘三年         | 一月※     | 二月  | 閏二月※ | 三月  | 四月※ | 五月 | 六月※ | 七月 | 八月  | 九月※ | 十月   | 十一月  | 十二月※  |
| ユリウス暦       | 1333/1/17 | 2/15  | 3/17    | 4/15  | 5/15  | 6/13 | 7/13  | 8/11 | 9/10  | 10/10 | 11/8   | 12/8    | 1334/1/7 |